# Война на Шестата коалиция
Войната на Шестата коалиция (1812 – 1814) е конфликт между Френската империя, от една страна, и коалиция, съставена от Австрия, Прусия, Руската империя, Великобритания, Португалия, Швеция, Испания и Рейнския съюз на германските държави, от друга страна. Поредната европейска коалиция най-накрая успява да победи Франция и император Наполеон е изпратен в изгнание на остров Елба.
След катастрофалната инвазия на Наполеон в Русия, континенталните сили се присъединяват към Русия, Великобритания, Португалия и бунтовниците в Испания, воюващи дотогава с французите. Със своите реорганизирани армии, те изтласкват Наполеон от Германия през 1813 г., а на следващата година нахлуват в самата Франция, което принуждава Наполеон да абдикира и води до реставрация на Бурбоните.